# 永宁镇 (关岭县)
永宁镇，是中华人民共和国贵州省安顺市关岭布依族苗族自治县下辖的一个乡镇级行政单位。

## 行政区划
永宁镇下辖以下地区：
街道社区、第一村、第二村、第三村、张家坝村、养马村、白岩村、客田村、围墙村、龙潭村、五指山村、太坪村、团元村、安庄村、小河村、中哨村、东方红村、沙锅村、麻布村、尧上村、萝卜村、上坝村、大坝村、康寨村和紫山村。